# غاري لويس (لاعب كرة قدم أمريكية)
غاري لويس (بالإنجليزية: Gary Lewis)‏ هو لاعب كرة قدم أمريكية أمريكي، ولد في 30 ديسمبر 1958 في ماونت بليزانت في الولايات المتحدة.

## وصلات خارجية
- غاري لويس على موقع مرجع كرة القدم المحترفة.كوم (الإنجليزية)